# Maud Olofsson

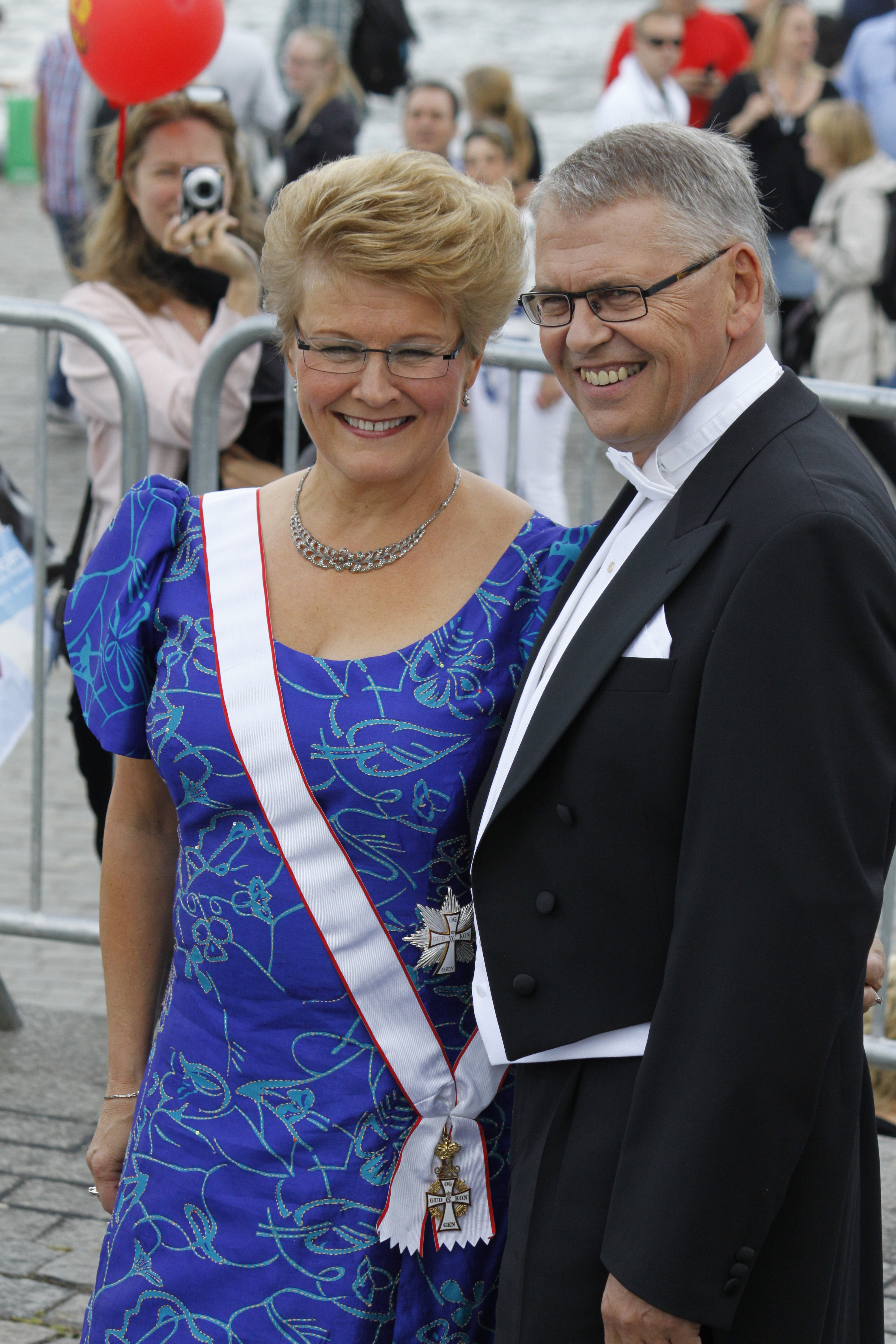
Maud Olofsson na królewskim ślubie w Sztokholmie w 2010, udekorowana Krzyżem Wielkim Orderu Danebroga

Maud Elisabeth Olofsson z domu Olsson (ur. 9 sierpnia 1955 w Arnäsvall) – szwedzka polityk, była przewodnicząca Partii Centrum, od 2006 do 2011 minister ds. przedsiębiorczości i energii, a do 2010 do 2011 także wicepremier.

## Życiorys
W 1974 zaangażowała się w działalność partyjną w ramach młodzieżówki centrystów. Dwa lata później została radną miasta Luleå, później była członkinią władz gminnych w Robertsfors. Od 1992 do 1994 pełniła funkcję doradcy ministra pracy Börje Hörnlunda w gabinecie Carla Bildta. W 1996 weszła w skład ścisłych władz krajowych Partii Centrum. Od 1997 do 2001 była dyrektorem zarządzającym w agencji ds. gospodarki wiejskiej i rolnictwa (Hushållningssällskap) w regionie administracyjnym Västerbotten.
W 2001 została przewodniczącą Partii Centrum, zastępując pełniącego przez trzy lata tę funkcję Lennarta Daléusa. W 2002 kierowane przez nią ugrupowanie w wyborach krajowych poprawiło swój wynik w porównaniu z poprzednim głosowaniem o 1%, a Maud Olofsson uzyskała mandat deputowanej do Riksdagu. W 2004 wprowadziła centrystów do centroprawicowego opozycyjnego bloku Sojusz dla Szwecji. Po zwycięstwie tej koalicji w wyborach krajowych w 2006 zrezygnowała z zasiadania w parlamencie, obejmując urząd ministra ds. przedsiębiorczości i energii oraz wicepremiera w gabinecie Fredrika Reinfeldta. Po wyborach w 2010, w których również uzyskała reelekcję do Riksdagu, pozostała w rządzie na pierwszej z tych funkcji. W 2011 na funkcji rządowej i na czele partii zastąpiła ją Annie Lööf.
Odznaczona Krzyżem Wielkim Orderu Danebroga oraz Krzyżem Wielkim Orderu Zasługi Rzeczypospolitej Polskiej.